# Ihnatpil-Karjer
Ihnatpil-Karjer (ukr. Ігнатпіль-Кар'єр) – towarowa stacja kolejowa w pobliżu miejscowości Młyny, w rejonie korosteńskim, w obwodzie żytomierskim, na Ukrainie. Obsługuje kopalnię piasku.